# Теодор Дюбуа
Теодор Дюбуа (фр. Clément François Théodore Dubois; 24 серпня 1837 — 11 червня 1924) — французький композитор, органіст і музичний педагог.

## Біографія
Народився під Реймсом, почав вчитися музиці у реймського органіста Луї Фанара, потім закінчив Паризьку консерваторію, де його вчителями були Антуан Мармонтель (фортепіано), Франсуа Бенуа (орган), Амбруаз Тома та Франсуа Базен (композиція). У 1861 р. був удостоєний Римської премії. У 1868—1871 рр. хормейстер паризької церкви Святої Магдалини, потім працював органістом у Базиліці Святої Клотільди, а у 1877—1896 роках. знову у церкві Святої Магдалини, як органіст. З 1871 р. викладав у Паризькій консерваторії, спочатку гармонію, потім композицію; серед його численних учнів — Гі Ропарц, Жуль Муке, Едуар Ріслер, Спірос Самарас, Зигмунт Стоєвський. У 1894 р. був обраний до Академії образотворчих мистецтв. У 1896—1905 pp. — директор консерваторії
Композиторська спадщина Дюбуа включає кілька опер, у тому числі масштабні «Абен-Хамет» (1884) та «Ксав'єра» (фр. Xavière; 1895, лібретто Луї Галле за Фердинандом Фабром), безліч органних творів, великий пласт церковної музики, в якому виділяється ораторія «Сім слів Христа» (фр. Les sept paroles du Christ; 1867). Симфонічні та інструментальні твори Дюбуа здебільшого залишилися непоміченими. Музика самого Дюбуа та його викладацька позиція сприймалися на рубежі XIX—XX століть як ультраконсервативні, а його відставка з посади директора консерваторії у 1905 році була пов'язана з широким обуренням музичної громадськості з приводу багаторазової відмови консерваторської верхівки присудити Римську премію Морісу.
Відродження інтересу до музики Дюбуа розпочалося у ХХІ столітті. Організмка Гельга Шауерте записала альбом органних п'єс Дюбуа, під її редакцією вийшли три томи його творів для органу. З ініціативи піаніста та диригента Жана Франсуа Ессе у 2011 р. було випущено диск з оркестровими творами Дюбуа, включаючи Concerto capriccioso для фортепіано з оркестром (1876), написане Дюбуа для своєї майбутньої дружини, піаністки Жан; за ним пішов диск компанії Hyperion Records (2013, диригент Ендрю Манце, соліст Седрік Тіберг'ян). У 2014 році французький хор хлопчиків Les Petits chanteurs de Bordeaux на честь 65-річчя хору в кафедральному соборі Святого Андрія виконав «Месу визволення» Дюбуа (Messe de la délivrance), що стало першою інтерпретацією цього твору дитячим хором.